# Didogobius
A Didogobius a sugarasúszójú halak (Actinopterygii) osztályának sügéralakúak (Perciformes) rendjébe, ezen belül a gébfélék (Gobiidae) családjába és a Gobiinae alcsaládjába tartozó nem.

## Rendszerezés
A nembe az alábbi 8 faj tartozik:
- Didogobius amicuscaridis Schliewen & Kovacic, 2008
- Didogobius bentuvii Miller, 1966 - típusfaj
- Didogobius helenae van Tassell & Kramer, 2014
- Didogobius janetarum Schliewen, Wirtz & Kovacic, 2018
- Didogobius kochi Van Tassell, 1988
- Didogobius schlieweni Miller, 1993
- Didogobius splechtnai Ahnelt & Patzner, 1995
- Didogobius wirtzi Schliewen & Kovacic, 2008